# 卡洛斯·塞科·塞拉诺
卡洛斯·塞科·塞拉诺（西班牙語：Carlos Seco Serrano，1923年11月14日—2020年4月12日），西班牙历史学家，马德里康普顿斯大学名誉教授。

## 生平
1923年11月14日生于托莱多。父亲是西班牙第二共和国军人，在1936年内战开始后被國民軍杀害。1950年，获马德里大学历史学博士学位。
1957年至1975年，任巴塞罗那大学哲学与文学学院西班牙近代史教授。1975年至1989年，任马德里康普顿斯大学教授。知名于对西班牙近现代史的研究。1978年成为西班牙皇家历史学院院士。1986年，以专著《西班牙现代史的军政府和民政府》获西班牙历史国家奖。
2020年4月12日因2019冠状病毒病在马德里逝世。